# Olympische Sommerspiele 1972/Schwimmen – 200 m Lagen (Frauen)
Der Schwimmwettkampf über 200 Meter Lagen der Frauen bei den Olympischen Spielen 1972 in München wurde am 28. August ausgetragen.

## Ergebnisse

### Vorläufe

#### Vorlauf 1
| Rang | Athletin          | Nation       | Zeit (min) | Anm. |
| ---- | ----------------- | ------------ | ---------- | ---- |
| 1    | Nina Petrowa      | Sowjetunion  | 2:27,20    |      |
| 2    | Anita Zarnowiecki | Schweden     | 2:29,08    |      |
| 3    | Gail Neall        | Australien   | 2:29,64    |      |
| 4    | Karen James       | Kanada       | 2:31,25    |      |
| 5    | Debra Cain        | Australien   | 2:31,82    |      |
| 6    | Eleni Avlonitou   | Griechenland | 2:39,10    |      |
| 7    | Patricia López    | Argentinien  | 2:42,08    |      |

#### Vorlauf 2
| Rang | Athletin             | Nation           | Zeit (min) | Anm. |
| ---- | -------------------- | ---------------- | ---------- | ---- |
| 1    | Evelyn Stolze        | DDR              | 2:25,45    |      |
| 2    | Leslie Cliff         | Kanada           | 2:25,59    |      |
| 3    | Jaroslava Slavíčková | Tschechoslowakei | 2:27,33    |      |
| 4    | Hennie Penterman     | Niederlande      | 2:28,99    |      |
| 5    | Éva Kiss             | Ungarn           | 2:32,68    |      |
| 6    | Hsu Yue-yun          | Republik China   | 2:35,93    |      |
| 7    | María Ballesteros    | Mexiko           | 2:37,00    |      |

#### Vorlauf 3
| Rang | Athletin            | Nation             | Zeit (min) | Anm. |
| ---- | ------------------- | ------------------ | ---------- | ---- |
| 1    | Jenny Bartz         | Vereinigte Staaten | 2:25,83    |      |
| 2    | Brigitte Schuchardt | DDR                | 2:30,04    |      |
| 3    | Martha Nelson       | Kanada             | 2:30,51    |      |
| 4    | Shelagh Ratcliffe   | Großbritannien     | 2:31,04    |      |
| 5    | Gerda Lassooij      | Niederlande        | 2:32,92    |      |
| 6    | Eva Sigg            | Finnland           | 2:33,61    |      |
| 7    | Gisela Cerezo       | Venezuela          | 2:35,34    |      |
| 8    | Laura Vaca          | Mexiko             | 2:34,35    | DSQ  |

#### Vorlauf 4
| Rang | Athletin                 | Nation             | Zeit (min) | Anm. |
| ---- | ------------------------ | ------------------ | ---------- | ---- |
| 1    | Kornelia Ender           | DDR                | 2:25,39    |      |
| 2    | Carolyn Woods            | Vereinigte Staaten | 2:26,98    |      |
| 3    | Susan Hunter             | Neuseeland         | 2:30,29    |      |
| 4    | Wijda Mazereeuw          | Niederlande        | 2:32,59    |      |
| 5    | Avis Willington          | Großbritannien     | 2:32,64    |      |
| 6    | Maria Isabel Guerra      | Brasilien          | 2:32,95    |      |
| 7    | Kirsten Strange-Campbell | Dänemark           | 2:33,15    |      |

#### Vorlauf 5
| Rang | Athletin             | Nation             | Zeit (min) | Anm. |
| ---- | -------------------- | ------------------ | ---------- | ---- |
| 1    | Lynn Vidali          | Vereinigte Staaten | 2:24,92    |      |
| 2    | Yoshimi Nishigawa    | Japan              | 2:26,61    |      |
| 3    | Birutė Užkuraitytė   | Sowjetunion        | 2:31,11    |      |
| 4    | Susan Richardson     | Großbritannien     | 2:31,24    |      |
| 5    | Judit Turóczy        | Ungarn             | 2:32,63    |      |
| 6    | Trine Krogh          | Norwegen           | 2:36,27    |      |
| 7    | Felicia Ospitaletche | Uruguay            | 2:37,69    |      |

#### Vorlauf 6
| Rang | Athletin             | Nation         | Zeit (min) | Anm. |
| ---- | -------------------- | -------------- | ---------- | ---- |
| 1    | Shane Gould          | Australien     | 2:26,44    |      |
| 2    | Ágnes Kaczander-Kiss | Ungarn         | 2:28,05    |      |
| 3    | Yukari Takemoto      | Japan          | 2:29,41    |      |
| 4    | Susanne Niesner      | Schweiz        | 2:30,87    |      |
| 5    | Karin Bormann        | BR Deutschland | 2:31,19    |      |
| 6    | Helmi Boxberger      | BR Deutschland | 2:33,71    |      |
| 7    | Roselina Angee       | Kolumbien      | 2:45,46    |      |
| 8    | Ong Mei Lin          | Malaysia       | 2:48,13    |      |

### Finale
| Rang | Athletin          | Nation             | Zeit (min) | Anm. |
| ---- | ----------------- | ------------------ | ---------- | ---- |
| 1    | Shane Gould       | Australien         | 2:23,07    | WR   |
| 2    | Kornelia Ender    | DDR                | 2:23,59    |      |
| 3    | Lynn Vidali       | Vereinigte Staaten | 2:24,06    |      |
| 4    | Jenny Bartz       | Vereinigte Staaten | 2:24,55    |      |
| 5    | Leslie Cliff      | Kanada             | 2:24,83    |      |
| 6    | Evelyn Stolze     | DDR                | 2:25,90    |      |
| 7    | Yoshimi Nishigawa | Japan              | 2:26,35    |      |
| 8    | Carolyn Woods     | Vereinigte Staaten | 2:27,42    |      |